# Симфонія № 15 (Шостакович)
Симфонія № 15, ля мажор, тв. 151 — остання симфонія Дмитра Дмитровича Шостаковича, написана влітку 1971 році і вперше виконана в Москві 8 січня 1972 року оркестром Держтелерадіо СРСР під керуваням Максима Шостаковича — сина композитора.
В музичну тканину цієї симфонії органічно включені цитати з опери «Вільгельм Тель» Дж. Россіні та «Кільце Нібелунгів» Р. Вагнера (так звана «тема року»). Також музичний матеріал деякою мірою перегукується з його попередніми симфоніями (початок симфонії № 1, ритм «теми навали» з симфонії № 7). Такі запозичення можна трактувати як прояв постмодерної парадигми.
Симфонія написана для великого симфонічного оркестру (подвійний склад духових із включенням флейти пікколо та широкої секції ударних). Симфонія складається з 4-х частин загальною тривалістю близько 45 хвилин:
1. Allegretto
2. Adagio — Largo (attacca)
3. Allegretto
4. Adagio — Allegretto

## Оцінки
Почувши її першу виставу, Шостакович зауважив, що він створив «злу симфонію». Прем'єра симфонія викликала овації публіки; серед його шанувальників була його подруга Марієтта Шагінян, яка після першого виступу зробила над ним хресний знак і вигукнула: «Ви не повинні говорити, Дмитре Дмитровичу, що Вам погано. Вам добре, тому що ви зробили нас щасливими!» Тихон Хренніков оцінив симфонію як одну із «найглибших» Шостаковича, додавши, що вона «сповнена оптимізмом [і] вірою в невичерпну силу людини». Перша частина отримала особливу похвалу від Нормана Кей в Англії, який назвав його «тур-де-силою концентрації, саморозпуску та музичної економіки». На думку Еріка Розберрі інструментальні тембри симфонії та використання пассакалії свідчать про вплив пізніх опер Бенджаміна Бріттена. Євген Мравінський, який керував ленінградською прем'єрою симфонії, відчував себе «пригніченим» під час вивчення партитури, сказавши дружині, що продовжуватиме повертатися до цієї «автобіографічної» симфонії до «кінця своїх днів».
Використання Шостаковичем цитат та алюзій на різні твори, зроблені ним самим та іншими композиторами, викликало припущення з моменту його прем'єри. Спочатку він описав першу частину як «дитинство, просто магазин іграшок під безхмарним небом» але пізніше застерігав слухачів від того, щоб приймати «це визначення занадто точно». Композитор не розкривав причину широкого використання музичних цитат. За словами Максима Шостаковича, його батько закликав його не відкривати оркестру на першій репетиції, що в першій частині буде цитата з Россіні: «Я хочу побачити їх обличчя, коли вони дійдуть до цього місця».
Максим Шостакович зазначав, що для нього симфонія відображає «великі філософські проблеми життєвого циклу людини». Пізніше він порівняв твір із «камерною симфонією», яка описувала людське життя через «в'язницю існування». Інший диригент, Курт Зандерлінг, який представив симфонії у Східній Німеччині, вважав, що музика стосується самотності та смерті, і що жодна інша робота Шостаковича не здається йому такою «радикально жахливою і жорстокою». Альфред Шнітке, власна музика якого зазнала глибокого впливу Шостаковича вважав, що П'ятнадцята симфонія була «перехрестям у часі», де «минуле вступає в нові стосунки з сучасністю, і, як привид батька Гамлета, втручається в реальність музики і фактично її формує». Для Олександра Івашкіна незвичне тоді використання цитат Шостаковичем означало усвідомлення неможливості скласти «чисту» симфонію, цитати створили мережу власних кореспонденцій на вершині «традиційного скелета симфонії».
П'ятнадцята симфонія Шостаковича також справила вплив поза музикою. Режисер Девід Лінч вважав, що симфонія вплинула на його фільм «Синій оксамит» (1986): «Я написав сценарій за Шостаковичем: № 15 ля мажор. Я просто продовжував грати ту саму її частину, знову і знову». Під час зйомок Лінч розміщував колонки на знімальному майданчику та вмикав запис симфонії, щоб передати настрій, якого він прагнув. Пізніше він попросив Анджело Бадаламенті скласти партитуру для фільму в дусі Шостаковича.

## Записи
| Оркестр                                    | Диригент             | Лейбл                | Рік запису | Формат    |
| ------------------------------------------ | -------------------- | -------------------- | ---------- | --------- |
| Симфонічний оркестр Московської філармонії | Кирило Кондрашин     | Мелодія              | 1974       | CD        |
| Академічний симфонічний оркестр СРСР       | Максим Шостакович    | Мелодія              |            | LP тільки |
| Лондонський симфонічний оркестр            | Максим Шостакович    | Collins Classics     |            | CD        |
| Празький симфонічний оркестр               | Максим Шостакович    | Supraphon            |            | CD        |
| Клівлендський оркестр                      | Курт Зандерлінг      | Erato Records        |            | CD        |
| Берлінський симфонічний оркестр            | Курт Зандерлінг      | Eterna Music         | 1978       | CD        |
| Берлінський філармонічний оркестр          | Курт Зандерлінг      | Berlin Classics      |            | CD        |
| Гетеборзький симфонічний оркестр           | Нееме Ярві           | Deutsche Grammophon  |            | CD        |
| Філадельфійський оркестр                   | Юджин Орманді        | RCA Red Seal Records | 1972       | CD        |
| Симфонічний оркестр Цинциннаті             | Хесус Лопес-Кобос    | Telarc               |            | CD        |
| Лондонський симфонічний оркестр            | Маріс Янсонс         | EMI Classics         |            | CD        |
| Лондонський філармонічний оркестр          | Бернард Хайтінк      | Decca Records        |            | CD        |
| Чиказький симфонічний оркестр              | Георг Шолто          | Decca Records        |            | CD        |
| Монреальський симфонічний оркестр          | Шарль Дютуа          | Decca Records        |            | CD        |
| Лондонський симфонічний оркестр            | Мстислав Ростропович | Teldec               | 1989       | CD        |
| Королівський філармонічний оркестр         | Володимир Ашкеназі   | Decca Records        | 1990       | CD        |
| Gürzenich orchestra, Кельн                 | Дмитро Китаєнко      | Capriccio            |            | CD        |
| Російський Федеральний оркестр             | Vakhtang Jordania    | Angelok1             |            | CD        |
| Симфонічний оркестр WDR Кельн              | Рудольф Баршай       | Brilliant Classics   |            | CD        |
| Симфонічний оркестр Чехословацького радіо  | Ладислав Словак      | Naxos Records        |            | CD        |
| Duisburg Philharmonic                      | Джонатан Дарлінгтон  | ACOUSENCE            |            | CD        |